# Trädgårdssovare

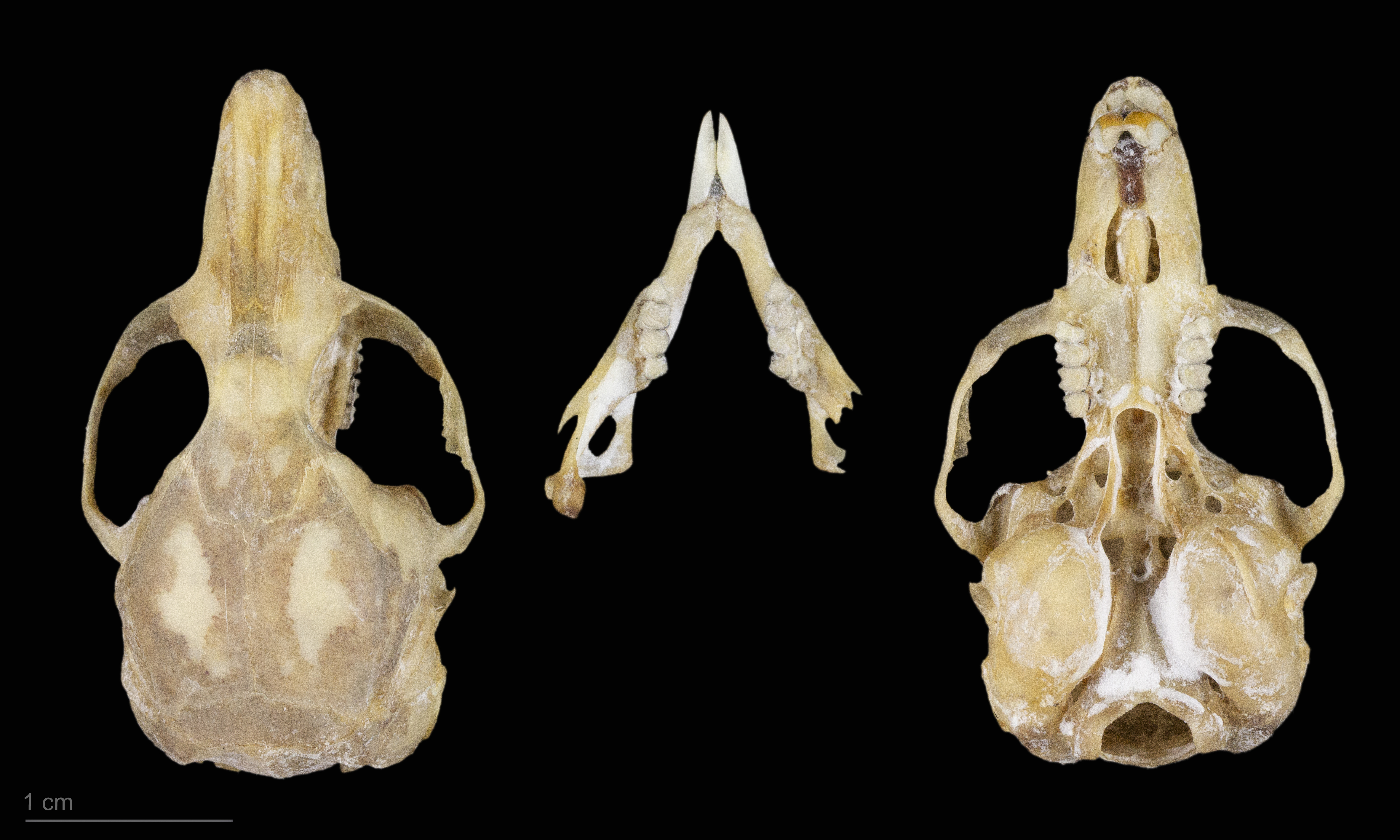
Eliomys quercinus

Trädgårdssovare (Eliomys quercinus) är en gnagare i familjen sovmöss.

## Utseende
Kroppens längd ligger mellan 10 och 15 centimeter. Sedan tillkommer en 8 till 14,5 cm lång svans. Pälsen är på ovansidan grå till brun och på buken vit. Kännetecknande är en svart streck vid varje öga, de jämförelsevis stora öronen, de korta håren och en vit svansspets.

## Utbredning och habitat
Trots namnet förekommer trädgårdssovaren huvudsakligen i skogen, men den lever även i fruktplantager. Denna art förekommer huvudsakligen i södra Europa. Populationen minskar fram till utbredningsområdets norra gräns.

## Levnadssätt
Denna sovmus är väsentligen aktiv på natten och sover under dagen i sitt klotliknande bo i träd. Födan består av större insekter som skalbaggar och hopprätvingar, snäckor, unga fåglar och ägg, mindre möss och spindlar samt frukt, nötter och ollon. Sovmusen äter lite mindre vegetabilisk föda än kött.
Parningstiden ligger mellan april och juni. Efter dräktigheten som varar i 23 dagar föder honan tre till sju ungar som i början är nakna och blinda. Ungarna öppnar sina ögon efter cirka 18 dagar och honan ger ungefär en månad di. Ungarna är självständiga efter två månader och könsmogna ungefär vid ett år. Medellivslängden ligger vid fem år.

## Hot
IUCN listar arten som nära hotad.

## Systematik
På några öar i Medelhavet finns olika underarter som alla är mycket sällsynta. Populationerna i västra Asien och Nordafrika klassas idag oftast som egen art - Eliomys melanurus.